# Campeonato Minuano de Fútbol 2012
El Campeonato Minuano de Fútbol 2012 o simplemente Minuano 2012 llevó el nombre de Silverio Cobelli fue el torneo organizado por la Liga Minuana de Fútbol de Lavalleja que se llevó a cabo en la segunda mitad del año. En el mismo participaron 9 de equipos de la ciudad de Minas, 1 de Solís de Mataojo y otro de Villa del Rosario.
El modo de disputa fue de dos fases, la primera de liga donde clasificaron a la fase de play-off los siete mejores de la tabla además de Guaraní Sarandí que tenía su participación asegurada en calidad de campeón de la edición anterior sumando así 8 clubes. Los campeones de cada fase serían los finalistas, la primera fase fue llamada Milton "Beto" Pais y la segunda de Eduardo De la Peña. El equipo de Guaraní Sarandí se coronó campeón al ser el ganador de las dos fases y no fue necesario jugar finales.

## Primera fase: liga
Participaron 11 clubes: Estación, Solís, Granjeros, Guaraní Sarandí, Nacional, Lavalleja, Las Delicias, Olimpia, Lito, Barrio Olímpico y Sportivo Minas. Fue llamada Milton "Beto" Pais.
Se disputaron 10 fechas en las cuales todos los equipos se enfrentaron entre sí una sola vez.

### Posiciones[4]
| Puesto | Equipo           | Pts | PJ |
| ------ | ---------------- | --- | -- |
| 1°     | Guaraní Sarandí  | 24  | 10 |
| 2°     | Las Delicias     | 21  | 10 |
| 3°     | Solís de Mataojo | 19  | 10 |
| 4°     | Estación         | 19  | 10 |
| 5°     | Sportivo Minas   | 15  | 10 |
| 6°     | Olimpia          | 15  | 10 |
| 7°     | Nacional         | 14  | 10 |
| 8°     | Barrio Olímpico  | 13  | 10 |
| 9°     | Granjeros        | 9   | 10 |
| 10°    | Lavalleja        | 5   | 10 |
| 11°    | Lito             | 4   | 10 |

### Cuadro
|  | Cuartos de final                          | Cuartos de final                          | Cuartos de final                          |       |                 | Semifinales                 | Semifinales                 | Semifinales                 |  |  | Final                | Final                | Final                |
|  | 23 y 30 de setiembre, 7 y 14 de noviembre | 23 y 30 de setiembre, 7 y 14 de noviembre | 23 y 30 de setiembre, 7 y 14 de noviembre |       |                 | 14, 21 y 28, 4 de diciembre | 14, 21 y 28, 4 de diciembre | 14, 21 y 28, 4 de diciembre |  |  | 11 y 18 de diciembre | 11 y 18 de diciembre | 11 y 18 de diciembre |
|  |                                           |                                           |                                           |       |                 |                             |                             |                             |  |  |                      |                      |                      |
|  | Olimpia                                   | 1                                         | 2 (2)                                     |       |                 |                             |                             |                             |  |  |                      |                      |                      |
|  | Solís de Mataojo                          | 1                                         | 2 (4)                                     |       |                 |                             |                             |                             |  |  |                      |                      |                      |
|  | Solís de Mataojo                          | 1                                         | 2 (4)                                     |       | Guaraní Sarandí | 2                           | 1 (5)                       |                             |  |  |                      |                      |                      |
|  |                                           |                                           |                                           |       | Guaraní Sarandí | 2                           | 1 (5)                       |                             |  |  |                      |                      |                      |
|  |                                           | Solis de Mataojo                          | 2                                         | 1 (4) |                 |                             |                             |                             |  |  |                      |                      |                      |
|  | Barrio Olímpico                           | Solis de Mataojo                          | 2                                         | 1 (4) | 2               | 0                           |                             |                             |  |  |                      |                      |                      |
|  | Barrio Olímpico                           |                                           |                                           |       | 2               | 0                           |                             |                             |  |  |                      |                      |                      |
|  | Guarani Sarandi                           | 2                                         | 4                                         |       |                 |                             |                             |                             |  |  |                      |                      |                      |
|  |                                           |                                           |                                           |       |                 |                             |                             |                             |  |  | Guaraní Sarandí      | 1                    | 2                    |
|  |                                           |                                           | Nacional                                  | 1     | 1               |                             |                             |                             |  |  |                      |                      |                      |
|  | Sportivo Minas                            | 1                                         | 1                                         |       |                 |                             |                             |                             |  |  |                      |                      |                      |
|  | Estación                                  | 0                                         | 1                                         |       |                 |                             |                             |                             |  |  |                      |                      |                      |
|  | Estación                                  | 0                                         | 1                                         |       | Estación        | 1                           | 1                           |                             |  |  |                      |                      |                      |
|  |                                           |                                           |                                           |       | Estación        | 1                           | 1                           |                             |  |  |                      |                      |                      |
|  |                                           | Nacional                                  | 1                                         | 2     |                 |                             |                             |                             |  |  |                      |                      |                      |
|  | Las Delicias                              | Nacional                                  | 1                                         | 2     | 1               |                             |                             |                             |  |  |                      |                      |                      |
|  | Las Delicias                              |                                           |                                           |       | 1               |                             |                             |                             |  |  |                      |                      |                      |
|  | Nacional                                  |                                           | 2                                         |       |                 |                             |                             |                             |  |  |                      |                      |                      |

| Campeón Guaraní Sarandí |
| Segundo título A        |
| Noveno título B         |

- A 2 títulos conseguidos desde la fusión.
- B 9 títulos sumando los 6 como Guaraní y 1 como Sarandí.

## Clasificación aCopa El Pais
- Guaraní Sarandí (Campeón)
- Nacional (Segundo en Play off's)
- Las Delicias se queda sin participar tras un unos partidos de desempate ida y vuelta contra Nacional.

| RD3-equipo01 = Nacional
| RD3-equipo02 = Las Delicias
| RD3-goles01ida = 1
| RD3-goles02ida = 1
| RD3-goles01vuelta = 2
| RD3-goles02vuelta = 0
}}